# Ryhor Baradulin
Ryhor Ivanavitj Baradulin (el. Rygor Borodulin – (hviderussisk: Рыго́р Іва́навіч Бараду́лін tr. Ruhor Ivanavitj Baradulin ; russisk: Рыго́р (Григо́рий) Ива́нович Бороду́лин tr. Rygor (Grigorij) Ivanovitj Borodulin) – (24. februar 1935 i Verasowka – 2. marts 2014 Minsk, Hviderussiske SSR, Sovjetunionen) var en hviderussisk forfatter, poet og oversætter.
Ryhor Baradulin, der betegnes som Hvideruslands nationalpoet, blev født i Verasowka, Usjatski rajon i den tyndt befolkede nordlige region Vitebsk oblast, hvor faderen Ivan Baradulin deltog i modstandskampen under 2. verdenskrig og døde 1944.  Ryhor Baradulin afsluttede sin grundlæggende skoleuddannelse i Usjatski i 1954, og fortsatte ved Det Hviderussiske Statsuniversitet i Minsk, hvorfra han afsluttede sin uddannelse i 1959. 
Han arbejdede som skribent og redaktør i blandt andet Hvideruslands førende dagblad Sovjetskaja Belorussija - Belarus' Segodnja (The Soviet Belarus) og magasinerne Bjarozka og Polymja. Derudover arbejdede han for organisationer og bureauer som Belarus og Mastatskaja Litaratura. Ryhor Baradulin var medlem af Belarusian Writer's Union og medstifter af Belarusian PEN-center (hvor han var formand 1990-1999), og var medlem af det kulturradikale og systemkritiske politiske parti Belarusian Popular Front "Revival" (senere BPF Party), som sammen med lignende pro-demokratiske strømninger i De Baltiske Lande blev dannet i 1988.
Ryhor Baradulin blev tildelt hæderstitlen Folkets Poet i 1992, ligesom han også modtog flere hæderspriser for sine mange digtsamlinger og oversættelser, som han indledte udgivelsen af i 1953.  Hans første digt blev offentliggjort i avisen Tjyrvonaja zmena og hans første digtsamling Maladzik nad stepam udkom i 1959. 
I alt udgav Ryhor Baradulin omkring 70 bogudgivelser (der inkluderede digte af enhver art, herunder satiriske og humoristiske samt digte for børn), og dertil kom en lang række artikler og essays samt godt 30 oversættelser. 
Ryhor Baradulin var nomineret til Nobelprisen i litteratur 2006 for digtsamlingen Ksty.
Baradulin døde af naturlige årsager som 79-årig i marts 2014.